# Brenda Fruhvirtová
Brenda Fruhvirtová (Praag, 2 april 2007) is een tennisspeelster uit Tsjechië. Fruhvirtová begon met tennis toen zij acht jaar oud was. Zij bereikt haar beste resultaten op gravel. Zij speelt rechtshandig en heeft een tweehandige backhand. Zij is actief in het internationale tennis sinds december 2021.
Brenda is de jongere zuster van Linda Fruhvirtová die, twee jaar ouder zijnde, al twee jaar eerder actief was op het proftennis.

## Loopbaan

### Enkelspel
Fruhvirtová debuteerde in december 2021 op het WTA-toernooi van Seoel. In 2022 concentreerde zij zich op $25k-ITF-toernooien. Daarin pakte zij niet minder dan acht titels, meer dan enig ander. Daarbij won zij – op vijftienjarige leeftijd spelend bij de volwassenen – een ononderbroken reeks van 27 partijen, van 20 juni tot eind september 2022. Tot op heden(augustus 2024) won zij vijftien ITF-titels, de meest recente in 2023 in Guadalajara (Mexico).
In 2023 kwalificeerde Fruhvirtová zich voor het Australian Open waarmee zij haar eerste grandslamoptreden had, als eerste van het geboortejaar 2007.
Op het Australian Open 2024 won Fruhvirtová haar eerste grandslampartij, van de Roemeense Ana Bogdan. Hiermee trad zij toe tot de top 100 van de wereldranglijst.
Haar hoogste notering op de WTA-ranglijst is de 87e plaats, die zij bereikte in juli 2024.

### Dubbelspel
Fruhvirtová is weinig actief in het dubbelspel. Zij debuteerde begin 2022 op het ITF-toernooi van Tucumán (Argentinië), samen met de Chileense Daniela Seguel. Later dat jaar stond zij voor het eerst in een finale, op het ITF-toernooi van Klosters (Zwitserland), samen met de Roemeense Miriam Bulgaru – hier veroverde zij haar eerste titel, door de Duitse tweeling Tayisiya en Yana Morderger te verslaan, terwijl zij daar ook in het enkelspel zegevierde.

## Posities op deWTA-ranglijst
Positie per einde seizoen:
| jaar | rang enkelspel | rang dubbelspel |
| ---- | -------------- | --------------- |
| 2022 | 139            | 551             |
| 2023 | 133            | 1079            |

## Palmares

### Gewonnen ITF-toernooien enkelspel
| nr. | finale     | toernooi                 | dotatie  | ondergrond | tegenstandster in finale  | score          |
| --- | ---------- | ------------------------ | -------- | ---------- | ------------------------- | -------------- |
| 01. | 2022-02-06 | Tucumán                  | $ 25.000 | gravel     | Carolina Alves            | 6-3, 6-3       |
| 02. | 2022-02-13 | Tucumán                  | $ 25.000 | gravel     | Paula Ormaechea           | 6-3, 1-6, 6-4  |
| 03. | 2022-06-26 | Klosters                 | $ 25.000 | gravel     | Michaela Bayerlová        | 7-5, 7-5       |
| 04. | 2022-08-14 | Danderyd                 | $ 25.000 | gravel     | Mona Barthel              | 6-1, 6-3       |
| 05. | 2022-08-21 | Mogyoród                 | $ 25.000 | gravel     | Luisa Meyer auf der Heide | 6-0, 6-0       |
| 06. | 2022-08-28 | Braunschweig             | $ 25.000 | gravel     | Noma Noha Akugue          | 6-3, 6-1       |
| 07. | 2022-09-18 | Santa Margherita di Pula | $ 25.000 | gravel     | Jessica Pieri             | 6-4, 2-0, opg. |
| 08. | 2022-10-23 | Santa Margherita di Pula | $ 25.000 | gravel     | Ylena In-Albon            | 6-0, 6-1       |
| 09. | 2023-03-12 | Bangalore                | $ 40.000 | hardcourt  | Ankita Raina              | 0-6, 6-4, 6-0  |
| 10. | 2023-08-06 | Hechingen                | $ 60.000 | gravel     | Živa Falkner              | 6-3, 6-1       |
| 11. | 2023-08-13 | Leipzig                  | $ 25.000 | gravel     | Darja Astachova           | 6-3, 6-3       |
| 12. | 2023-09-03 | Oldenzaal                | $ 40.000 | gravel     | Anouk Koevermans          | 7-5, 6-2       |
| 13. | 2023-10-29 | Santa Margherita di Pula | $ 25.000 | gravel     | Guillermina Naya          | 6-4, 6-3       |
| 14. | 2023-11-12 | Iraklion                 | $ 40.000 | gravel     | Jekaterina Makarova       | 6-1, 6-3       |
| 15. | 2023-11-26 | Guadalajara              | $ 40.000 | gravel     | Valerija Strachova        | 6-1, 6-3       |

## Resultaten grandslamtoernooien
| Legenda | Legenda                          |
| ------- | -------------------------------- |
| g.t.    | geen toernooi gehouden           |
| l.c.    | lagere categorie                 |
| –       | niet deelgenomen                 |
| G       | uitgeschakeld in de groepsfase   |
| 1R      | uitgeschakeld in de eerste ronde |
| 2R      | uitgeschakeld in de tweede ronde |
| 3R      | uitgeschakeld in de derde ronde  |
| 4R      | uitgeschakeld in de vierde ronde |
| KF      | uitgeschakeld in de kwartfinale  |
| HF      | uitgeschakeld in de halve finale |
| F       | de finale verloren               |
| W       | het toernooi gewonnen            |
| w-v     | winst/verlies-balans             |

### Enkelspel
| toernooi        | 2023 | 2024 |
| --------------- | ---- | ---- |
| Australian Open | 1R   | 2R   |
| Roland Garros   | 1R   | –    |
| Wimbledon       | –    | 2R   |
| US Open         | –    |      |